# Intervallumgráf

Hét intervallum a valós számegyenesen és a hozzájuk tartozó hét csúcspontú intervallumgráf.

A gráfelméletben az intervallumgráf olyan gráf, aminek a pontjai megfeleltethetőek a valós számok egy-egy intervallumának, és két pontja között pontosan akkor van él, ha a megfelelő intervallumok metszete nem üres – tehát intervallumok metszetgráfja.
Az operációkutatásban az intervallumgráfokat erőforráskiosztási problémák modellezésére használják. Az intervallumok jelzik az egyes kérelmek időtartamát; a legnagyobb súlyú független ponthalmaz felel meg az optimális kiosztásnak. Egy másik alkalmazásuk a folytonos szakaszok megkeresése a DNS-térképek készítésénél.

## Tétel
Minden intervallumgráf perfekt.

### Bizonyítás
Intervallumgráfoknak feszített részgráfjai is intervallumgráfok, tehát elég belátni, hogy minden intervallumgráfra {\displaystyle \chi (G)=\omega (G)}. Azt tudjuk, hogy {\displaystyle \chi (G)\geq \omega (G)} ezért elég belátni, hogy {\displaystyle \omega (G)\geq \chi (G)}. Legyen {\displaystyle \omega (G)=k}. Színezzük az intervallumokat bal végpontjuk szerint, balról jobbra, a legelső színnel, ami nem mond ellent a korábbi intervallumok színezésének (ez tehát a mohó algoritmus használata). Ha a {\displaystyle k+1}-edik színt kellene használnunk valamelyik intervallum színezéséhez, az azt jelentené, hogy ennek az intervallumnak q bal oldali végpontja benne van {\displaystyle k} másik intervallumban. Ez azt jelentené, hogy van a gráfban {\displaystyle k+1} méretű klikk, ami ellentmondás. (Hiszen {\displaystyle \omega (G)=k}, azaz a legnagyobb klikk mérete k).